# Комплексонометрия
Комплексонометрия (трилонометрия) — титриметрический метод, основанный на реакциях образования комплексных соединений ионов металлов с этилендиаминтетрауксусной кислотой и другими аминополикарбоновыми кислотами (комплексонами). Большинство ионов металлов взаимодействуют с комплексонами практически мгновенно с образованием растворимых в воде малодиссоциированных соединений постоянного состава. Метод позволяет определять практически все катионы и многие анионы. Комплексонометрия является составной частью комплексиметрии (хелатометрии).
Наиболее часто применяется динатриевая соль этилендиаминтетрауксусной кислоты, также известная как комплексон III и трилон Б. Соль используется, поскольку она имеет лучшую растворимость в воде, чем сама кислота. Для краткости в формулах соответствующий анион записывают как Y4-, тогда комплексон III можно записать как Na2H2Y · 2 H2O.

## Теоретические основы метода
Ионы ЭДТА реагируют с катионами металлов в соотношени 1:1, независимо от заряда катиона:
{\displaystyle {\ce {Ca^2+ + H2Y^2- -> CaY + 2 H+}}}
{\displaystyle {\ce {Bi^3+ + H2Y^2- -> BiY- + 2 H+}}}
{\displaystyle {\ce {Zr^4+ + H2Y^2- -> ZrY^2- + 2 H+}}}
Это упрощает расчёты, так как эквиваленты совпадают с реальными ионами.

## Практические замечания
Титрование обычно ведут в щелочной среде (часто в аммиачном буфере) для более полного протекания реакций титрования. Некоторые элементы, которые образуют с ЭДТА прочные комплексы (например, Fe3+) можно титровать и в кислой среде.
При титровании, как правило, применяются растворы ЭДТА концентрацией 0,01—0,05 моль/л, иногда до 0,1 моль/л.
В качестве индикаторов обычно используются металлоиндикаторы (металлохромные индикаторы), образующие окрашенные соединения со свободными ионами металлов. Одним из наиболее часто используемых индикаторов является эриохром чёрный Т.